# (7593) 1992 WP4
1992 دابليو بي 4 (ويعرف أيضًا باسم (7593) 1992 دابليو بي 4 وفق تسمية الكوكب الصغير) (بالإنجليزية: 1992 WP4)‏ هو كويكب ضمن حزام الكويكبات؛ وترتيبه 7593 من حيث الاكتشاف.
اكتُشف هذا الجُرم الفلكي بواسطة اليانور إف. هيلين في 21 نوفمبر 1992.

## وصلات خارجية
- (7593) 1992 WP4 في قاعدة بيانات مختبر الدفع النفاث لأجرام النظام الشمسي الصغيرة

- الاكتشاف · مخطط المدار ·  العناصر المدارية · المعلمات المادية

- (7593) 1992 WP4 على موقع ويكي سكاي: DSS2, SDSS, GALEX, IRAS, Hydrogen α, X-Ray, Astrophoto, Sky Map, Articles and images